# Heteropoda submaculata
Heteropoda submaculata är en spindelart som beskrevs av Tord Tamerlan Teodor Thorell 1881. Heteropoda submaculata ingår i släktet Heteropoda och familjen jättekrabbspindlar. Utöver nominatformen finns också underarten H. s. torricelliana.